# 馬龍·桑托斯
馬龍-桑托斯·达席尔瓦·巴博萨（Marlon Santos da Silva Barbosa），（1995年9月7日—），是一名巴西足球運動員，現時被烏克蘭足球超級聯賽球隊薩克達外借至巴西足球甲級聯賽球會富明尼斯。司職中堅。

## 球會生涯

### 巴塞隆納
2016年富明尼斯將馬龍租借至巴塞羅那B隊，2016年11月23日於對抗凱爾特人的歐冠盃小組預賽中完成巴塞羅那一線隊首秀，在第72分鐘替換杰拉德·皮克出場。
2017年5月14日西班牙甲組足球聯賽對抗拉斯帕爾馬斯的比賽，巴塞隆納後衛皮克、馬斯切拉諾、馬蒂厄、比達爾傷缺，右後衛羅貝托無法出戰的情況下，僅剩兩名左閘阿爾巴、迪尼以及一名中堅烏迪迪可用，主帥再次徵招馬龍進入一線隊，並讓迪尼代打右後衛，才能完備四後衛的配置。此戰馬龍表現亮眼，與烏迪迪搭檔備受肯定。
2017年夏天由於馬龍在巴塞羅那B隊表現傑出並幫助巴塞羅那B隊晉級至西班牙足球乙級聯賽，巴塞羅那決定以500萬歐元向富明尼斯買斷馬龍。

### 尼斯
隨著保利尼奧加盟巴塞隆納，受到隊內非歐盟球員名額限制，且隊上已有包含皮克、馬斯切拉諾、烏迪迪、維爾馬倫以及馬龍五名中後衛，巴塞隆納高層決定將其出租到法國甲級聯賽尼斯隊歷練兩年。

### 薩索羅
隨、與三名非歐盟球員加盟巴塞隆納，受到隊內非歐盟球員名額限制，且隊上已有包含皮克、烏迪迪、維爾馬倫以及馬龍五名中後衛，巴塞隆納高層決定將其出售。轉會費為600萬歐元，若馬龍出場50次則上漲至1,200萬歐元，合約保留回購條款。

## 榮譽
- 富明尼斯
  - 巴西東北聯賽冠軍:2015-16

- 巴塞羅那
  - 西班牙國王盃冠軍:2017年